# Třebovice
Třebovice (deutsch Triebitz) ist eine Gemeinde in Tschechien im Pardubický kraj im Okres Ústí nad Orlicí mit 814 Einwohnern.

## Geografie
Třebovice liegt etwa 14 km südöstlich von Ústí nad Orlicí, 55 km östlich von Pardubitz (Pardubice) und 151 km östlich von Prag.
Die Wasserscheide des Donau- und Elbegebietes befindet sich bei Triebitz.

## Geschichte
Die Erste Erwähnung erfolgte 1349 als Tribouicz.
Triebitz war ein Dorf mit 1100 Ew. im Bezirk Landskron des böhmischen Kreises Chrudim, an der Třebovka.

## Sehenswürdigkeiten

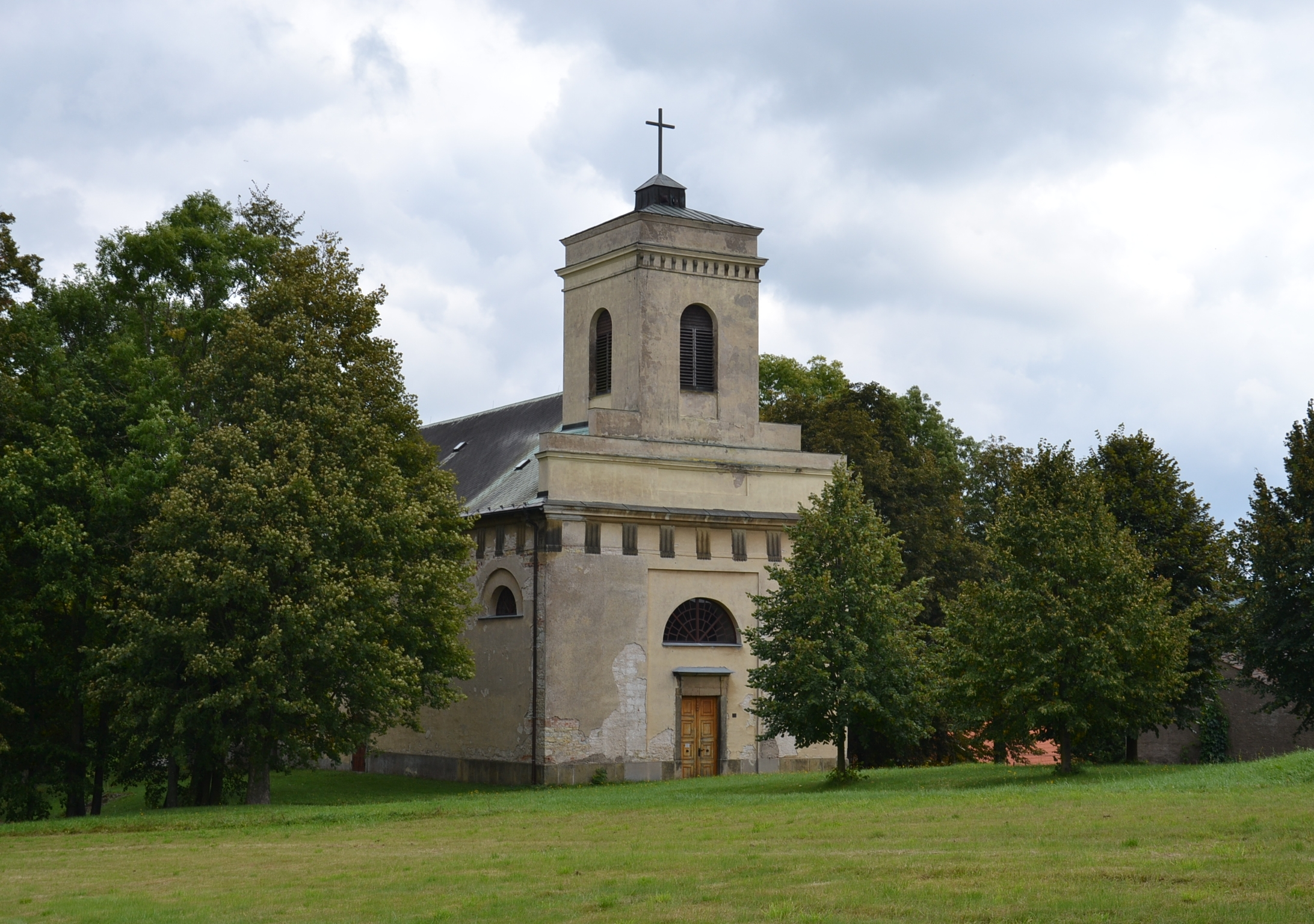
Triebitzer Kirche